# Caséine alpha s2
La caséine αS2 est une protéine du lait de vache de 207 acides aminés et ayant une masse moléculaire de 25 kDa. Elle représente de 12 à 16 % de la masse de caséines du lait, soit de 4 à 5 g/L. C'est la plus hydrophile des caséines. Elle précipite à température supérieure à 20 °C ainsi qu'à une concentration molaire en cations de calcium voisine de 6 mmol·l-1.

## Structure primaire
```
KNTMEHV
SSS
 EESII
S
QETY KQEKNMAINP SKEQLCSTFC KEVVRNANEE EYSIG
SSS
EE 
S
AEVATEEVK ITVDDKHYQK
1        10         20         30         40         50         60         70         80 
ALNEINEFYQ KFPQYLQYLY QGPIVLNPWD QVKRNAVPIT PTLNREQL
S
T 
S
EENSKKTVD ME
S
TEVFTKK TKLTEEEKNR
81       90         100        110        120        130        140        150        160
LNFLKKISQR YQKFALPQYL KTVYQHQKAM KPWIQPKTKV IPYVRYL
161      170        180        190        200     207
```

Le variant A, représenté, est le plus commun. Le variant D en diffère par une délétion des acides aminés 51 à 59. Par ailleurs, onze des sérines sont phosphorylées (en gras).

## Peptides dérivés
Le fragment f.150-188 de la caséine αS2 est appelé casocidine-I et possède des propriétés bactériostatiques. Le décapeptide f.198-207 est mitogène, il peut être obtenu par hydrolyse trypsique de la caséine.